# Henry Jamison Handy
Henry Jamison „Jam” Handy (ur. 6 marca 1886 w Filadelfii, zm. 13 listopada 1983 w Detroit) – amerykański pływak, medalista olimpijski Letnich Igrzysk Olimpijskich 1904 w Saint Louis oraz producent filmowy.

## Kariera sportowa
Podczas igrzysk olimpijskich w Saint Louis zdobył brązowy medal na 440 jardów stylem klasycznym i zajął 6. miejsce na 880 jardów stylem dowolnym.

## Produkcja filmów

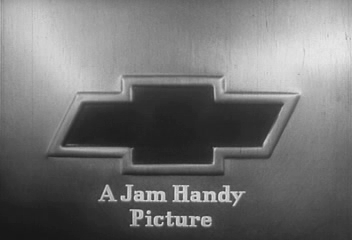
Końcówka filmu wyprodukowana przez Jam Handy Organization dla Chevrolet w latach 1930.

Jam Handy Organization jest najbardziej znana z produkcji z pierwszej animowanej wersji opowieści świątecznej o Rudolfie Czerwononosym (reniferze), wyreżyserowanej przez Maxa Fleischera. Po wojnie dostali kontrakt na produkcję filmów w branży motoryzacyjnej, jako oddział Bray Productions w rejonie Chicago-Detroit.
Handy produkował filmy również dla innych przedsiębiorstw oraz szkół. Stworzył ok. 7000 filmów dla służb wojskowych podczas II Wojny Światowej. Był znany z braku swojego biurka, zamiast tego używał każdą wolną przestrzeń do pracy. Jego najsłynniejsze filmy to Uncle Jim's Dairy Farm (1960), A Case of Spring Fever (1940) and Hired! (1940).